# Paragorgia splendens
Paragorgia splendens is een zachte koraalsoort uit de familie Paragorgiidae. De koraalsoort komt uit het geslacht Paragorgia. Paragorgia splendens werd in 1906 voor het eerst wetenschappelijk beschreven door Thomson & Henderson. 